# The Country Girl
The Country Girl; (br: Amar é Sofrer, pt: Para Sempre), é um filme norte-americano de 1954 dirigido por George Seaton e estrelado por Bing Crosby, Grace Kelly, e William Holden. Adaptado por George Seaton da peça de 1950 de mesmo nome de Clifford Odets, o filme é sobre um ator alcoólatra que luta por uma última chance de ressuscitar sua carreira. Seaton ganhou o Oscar de Melhor Roteiro. Ele foi inscrito no Festival de Cannes 1955.
Kelly ganhou o Oscar de Melhor Atriz pelo papel, que anteriormente tinha dado a Uta Hagen seu primeiro Tony Award pela peça original da Broadway. O papel, uma personagem atipicamente não-glamourosa para Grace Kelly, era o da esposa sofredora do ator alcoólatra.
A vitória foi uma grande surpresa, já que a maioria dos críticos e da imprensa achava que Judy Garland ganharia por A Star Is Born. A NBC chegou a enviar uma equipe de filmagem para o quarto de hospital de Garland, onde ela se recuperava do nascimento de seu filho, para a realização de uma entrevista ao vivo, caso ela ganhasse. A vitória de Kelly fez com que Groucho Marx enviasse para Garland um telegrama afirmando que foi "o maior roubo desde Brinks", em referência ao roubo ocorrido nessa empresa de segurança.
Dado o período de sua produção, o filme é notável por seu realismo, diálogo franco e tratamentos honestos do lado oculto do alcoolismo e misoginia pós-divórcio.

## Elenco principal
- Bing Crosby    …  Frank Elgin
- Grace Kelly    …  Georgie Elgin
- William Holden …  Bernie Dodd
- Anthony Ross   …  Philip Cook
- Gene Reynolds  …  Larry

## Prêmios e indicações
Oscar
- Indicado a 7 prêmios, Vencedor nas categorias de Melhor Atriz e Melhor Roteiro.

## Na cultura popular
Parte do diálogo do filme foi utilizado na canção de Mika, "Grace Kelly".